# السيطرة على العالم

بحلول 500 ق.م، كان دارا الكبير قد أسس أكبر إمبراطورية حتى ذلك الوقت، ولكنها كانت لا تزال جزءًا صغيرًا من الأرض.

إن السيطرة على العالم (أو ما تسمى أيضًا بالسيطرة العالمية أو الاحتلال العالمي أو الكونقراطية)، هي تقسيم السلطات الافتراضي. وتسعى النظرية إما لتحقيق هذا أو الطموح لتحقيقه، ويتمثل الهدف في سيطرة سلطة سياسية واحدة على جميع سكان كوكب الأرض تقريبًا. وقد حاول العديد من الأفراد أو الأنظمة الحاكمة تحقيق هذا الهدف عبر التاريخ، لكن دون جدوى. غالبًا ما تُستخدم الفكرة في الأعمال الخيالية، وخاصة في الخيال السياسي، وكذلك في نظريات المؤامرة (التي قد تفترض تحقيق شخص أو جماعة ما هذا الهدف بالفعل سرًا)، لا سيما أولئك الذين يخشون تطور «نظام عالمي جديد» والذي يشمل إشراك حكومة عالمية ذات طبيعة شمولية.

## الأيديولوجيات الاجتماعية والسياسية
فكّر القدماء على مر التاريخ في السيطرة على العالم، وذلك بتوسيع قوة شعبهم وانتشارهم وجعل جميع الأمم الأخرى خاضعة لهم. يمكن تحقيق ذلك من خلال إنشاء حكومة ذات سيادة إمبراطورية مُهيمنة بشكل غير مباشر، وذلك عن طريق التحكم والسيطرة الإمبريالية على الدول التابعة جغرافيًا للدولة القائدة، باستخدام قوتها الضمنية - عن طريق التهديد باستخدام القوة، وليس عن طريق القوة العسكرية المباشرة. كما يُمكن تحقيق هذه الهيمنة أيضًا عن طريق القوة العسكرية المباشرة. عبّر الإسكندر الأكبر في القرن الرابع قبل الميلاد، عن رغبته في غزو العالم، وقالت الأسطورة، إنه بعد انتهائه من غزوه العسكري الشهير لما عُرف بالعالم القديم، «بكى لعدم وجود عوالم أخرى للتغلب عليها»، وذلك لعدم درايته بوجود الصين في أقصى الشرق ولم يكن لديه أي طريقة لمعرفة وجود شعوب مُتحضرة  في القارتين الأمريكيتين. ومع ذلك، رغم كبر حجم العالم ومعرفة نطاقه ومدى توسع مجاله، قيل إن «السيطرة على العالم هدف مستحيل». إذ قيل بالتحديد، «لا يمكن لأيّة دولة واحدة مهما كانت كبيرة وقوية أن تسيطر على عالم يضم أكثر من مئة دولة مترابطة يعيش فيها المليارات من الناس».

أعرب هانز يواخيم مورغنثاو عن وجهة نظر معاكسة. وأكّد أن التطور الميكانيكي للأسلحة ولوسائل النقل والاتصالات، يجعل من غزو العالم حلمًا ممكن التحقق (تقنيًّا)، بالإضافة إلى إمكانية الاستمرار في السيطرة عليه بعد استعماره. وجادل بأن الافتقار إلى مثل هذه البنية التحتية هو ما تسبب في فشل الإمبراطوريات القديمة العظيمة رغم قوتها ومساحتها الشّاسعة، في غزو العالم واستدامة السيطرة عليه. «لا توجد اليوم عقبة تكنولوجية لتقف في طريق بناء إمبراطورية عالمية»، ويعود ذلك «في تحقيق التكنولوجيا الحديثة، إمكانية تمديد قدرة السيطرة على العقول والعمل على كل ركن من أركان الكرة الأرضية بغض النظر عن جغرافيتها أو فصولها». واصل مورغنثاو في الحديث عن التقدم التكنولوجي: 
«لقد أعطى التقدم التكنولوجي فرصة شن حروب كاملة، وهو القوة الدافعة المروعة التي تحتضن العالم، الذي يبدو راضيًا تمامًا عن فكرة السيادة العالمية. يُولّد عصر الآلات والتكنولوجيا انتصاراته الخاصة، إذ بإمكان الإنسان اليوم خطو خطوتين أو أكثر  للأمام بدل خُطوة واحدة عن طريق التقدم التكنولوجي. كما أن له انتصاراته الخاصة، العسكرية والسياسية، وله القدرة على السيطرة على العالم للأبد، فهو يخلق الإرادة التي تُساعد على التغلب على العالم واستعماره». 
كتب ديروينت ويتليسي في وقتٍ سابق وبالتحديد في عام 1942، للتعبير عن مدى إعجابه بالافتتاح السريع للحرب العالمية الثانية:
«أذهلت أو أبهرت مسيرة الغزو السريعة الجميع. أصبح المفهوم العظيم للسّيطرة على العالم هدفًا عمليًّا ممكن التحقيق فقط، مع ظهور العلم وتطبيقه على الاختراعات الميكانيكية. وبهذه الوسائل، أصبح من السّهل الوصول للوحدات والأراضي المُتواجدة على سطح كوكب الأرض، التي أصبحت أيضًا تكمل بعضها البعض، ولأول مرة أصبحت الدّولة العالمية، التي طالما كانت مفهومًا غير مُجد خلال القرون الوسطى، هدفًا من الممكن تحقيقه».
توقّع الخبير الاستراتيجي الأمريكي هانسون دبليو بالدوين من قبل دخول الولايات المتحدة إلى هذه الحرب، واستمرارية سياسة الانعزال السياسي:
«قد تكون القواعد الجوية في المستقبل، أسرع طريق للهيمنة والحصول على السّلطة. من الواضح أن الطريقة الأكثر فعالية لامتداد القوة الجوية في أعالي السماء والوصول إلى ما وراء الشواطئ والأراضي، تتمثل فقط عن طريق القواعد الجوية. ربما ستحمل عمليات الاستحواذ المستقبلية للقواعد الجوية، صوت أمريكا عبر السماء إلى نهايات الأرض».
  اقترح السيد والتر رالي في أوائل القرن السّابع عشر، إمكانية تحقق هدف السيطرة على العالم من خلال السيطرة على المحيطات، وكتب أن «كل من يقود البحر يقود التجارة؛ وكل من يقود تجارة العالم يقود ثروات العالم، وبالتالي العالم نفسه».  قدم هالفورد جون ماكيندر في عام 1919، نظرية أخرى مؤثرة، لتكون طريقة للسّيطرة على العالم، كاتبًا:
«من يحكم أوروبا الشرقية يقود هارتلند
من يحكم هارتلند يقود جزيرة العالم

من يحكم جزيرة العالم يقود العالم».
يسعى بعض مؤيدي الإيديولوجيات (الفوضوية والشيوعية والفاشية والنازية والرأسمالية) لإقامة شكل من الأحكام ليتوافق مع معتقداتهم السياسية، كما يؤكدون تحرّك العالم «بشكل طبيعي» نحو اعتماد شكل معين من أشكال الحكومة (أو الذات)، الفاشستية أو غير الفاشستية. لا تتعلق هذه المقترحات بدولة معينة للهيمنة على العالم، ولكنها تندرج على جميع الدول التي تتوافق مع نموذج اجتماعي أو اقتصادي معين. يمكن أن يتمثل هدف السيطرة على العالم في تشكيل حكومة عالمية، وهي سلطة سياسية مشتركة واحدة لجميع البشر. تُعتبر فترة الحرب الباردة على وجه الخصوص، فترة الاستقطاب الإيديولوجي المكثف، نظرًا لوجود كتلتين متنافستين - الغرب الرأسمالي والشرق الشيوعي - أعلن كل منهما عن أمله في رؤية انتصار إيديولوجيته على الآخر. ستكون النتيجة النهائية لانتصار مماثل، تغلب إيديولوجية على الثانية، لتصبح الإيديولوجية الحاكمة الوحيدة في العالم. قد يسعى أتباع بعض الديانات أيضًا إلى تحويل (أكبر عدد ممكن من الناس) إلى دينهم (سلميًا أو قسريًا)، دون النظر إلى القيود  العرقية أو القيود ذات أصل قومي. عادة ما يُنظر إلى هذا النوع من الهيمنة الروحية على أنه متميز عن الهيمنة العلمانية، على الرغم من وجود حالات عديدة توضح سعي هؤلاء وراء الثروة والأراضي والموارد الطبيعية عن طريق شن حروب دينية. تحاول بعض الجماعات المسيحية نشر التوعية فيما يتعلق بالأديان الزائفة، التي يقودها أنبياء كاذبون، سعيًا منهم للهيمنة على العالم عن طريق تحفيز البشر على مستوى العالم، بعبادة إله زائف، وهو شرط أساسي لنهاية الزمان الموصوفة في سفر رؤيا يوحنا. وكما قال أحد المؤلفين، «لا تحدث الهيمنة على الكرة الأرضية إلا بإحضار الجماهير للجلوس على مائدة الدين».
اتهمت مجموعة من المحاورين والمفكرين، بعض الدول أو الجماعات الإيديولوجية  «في حالات معينة»، بالسعي وراء السيطرة على العالم، حتى بعد نفي هذه الكيانات مثل هذه الاتهامات. نذكر على سبيل المثال، نقل جيمس غراهام بالارد عن ألدوس ليونارد هكسلي قوله عن دخول الولايات المتحدة الحرب العالمية الأولى، «أخشى التسارع المحتوم للهيمنة الأمريكية العالمية والذي سيكون سببًا لكل ما سيحصل،  أوروبا لن تعود أوروبا».  جادل خيرت فيلدرز في الآونة الأخيرة وتحديدًا في عام 2012،  بأن «الإسلام  ما هو إلا أيديولوجية تهدف إلى السيطرة على العالم بدلاً من الدين»، ووصف الصراع بين إسرائيل وغزة في عام 2008 بأنه عمل مُفوض من قبل الإسلام ضد الغرب، معتبرًا أن «نهاية إسرائيل لا تعني نهاية مشاكلنا مع الإسلام، ولكن فقط، بداية المعركة النهائية للهيمنة على العالم».